# 津田弘道
津田 弘道（つだ ひろみち、天保5年5月4日（1834年6月10日） - 明治20年（1887年）4月14日）は、幕末の備前国岡山藩士で尊皇攘夷派の志士、明治時代の佐渡鉱山長官、大審院判事、従六位。通称は彦左衛門、英語読みは"Kodo Tsuda"、幼名は万之丞。

## 出生から幼少期
天保5年（1834年）5月4日、岡山藩士津田弘和（右太夫）の二男として備前国岡山三番町に生まれる。
津田家初代・長兼（長兵衛）は、淀殿の中臈をつとめた津島局の養子で、千姫（天樹院）に仕え、その娘・勝姫（円盛院）が岡山藩主池田光政の室となった縁で池田家に仕えることになった。弘道は八代目で8歳の時、父弘和が江戸在勤となったため江戸へ移る。

## 幕末期

### 西洋流砲術修行
弘道（万之丞）は父により儒者（折衷学派）井上顒斎に入門させられ儒学を学び、やがて高弟となった。
嘉永6年（1853年）8月、弘道（彦左衛門）20歳の時、藩命により幕臣・下曽根金三郎に入門し西洋流砲術を学んだ。同年6月のペリー提督浦賀来航から僅か2ヶ月後のことである。幕府より岡山藩に房総警備（海岸防備）の命が下り、弘道は西洋流大筒御用に任じられ、安政元年（1854年）3月、日米和親条約調印直後に上総国・竹ヶ岡台場の任務に就き、安政5年（1858年）まで務める。
その間、安政2年10月2日（1855年11月11日）に発生した安政江戸地震(安政の大地震)に遭遇、日記に詳細な記録を残している。

### 国事周旋方と長征軍
文久3年（1863年）国元岡山へ帰着。同年親兵（禁闕御守護兵）として京都御所守衛を務める。
元治元年（1864年）6月国事周旋役となり、周旋・探索・外交に当たることになる。7月19日に起こった禁門の変の翌日、長州追討の勅令が発せられ、岡山藩が先鋒を命じられた。藩は「長州の内情を探索し悔悟の念がはっきりすれば周旋すべきである」として、弘道を密使として岩国へ派遣した。津田の長州・安芸探索が備前藩論転換の契機となり、藩の長州支援・征長軍反対の立場が定まった。第一次征長軍尾張総督に対して弘道らは阻止周旋に東奔西走し、西下速度を鈍らせ気勢をそいだ。

### 中岡慎太郎・坂本龍馬との接点
諸藩入り乱れての探索・周旋活動が一層盛んとなり、中岡慎太郎・坂本龍馬らと接触・交流したのもこのころである。弘道は京都（元治2年2月12日(1865年3月9日)）と岡山城下藤井宿（慶応元年6月15日(1865年8月6日)）で中岡・坂本と会談している。会談内容は残されていないが、薩長同盟成立をめぐって地理的・戦略的に重要な位置にある岡山藩として、緊迫した雰囲気で情報交換・駆け引きが行われたに違いない。

### 尊皇攘夷
文久3年（1863年）2月に尊攘派に推されて第9代岡山藩主となった池田茂政は、水戸藩主・徳川斉昭の九男で、一橋慶喜の実弟にあたるため、勤皇佐幕折衷案の「尊王翼覇」の姿勢をとって立場を明確にせず、慶応2年（1866年）12月慶喜が第15代将軍になると一切の朝幕間周旋の仕事から身を引いた。
慶応3年4月9日（1867年5月12日）国事周旋方・尊攘派の弘道は新庄厚信らと第二次征長軍に反対し、また藩主茂政に隠居を迫って、万成峠の矢坂台場から岡山城へ大砲の音を鳴らして威嚇する事件を起こした（備前勤皇党決起）。茂政より役目罷免・蟄居謹慎を命ぜられたが、周旋方軍事御用掛・牧野権六郎が執りなして謹慎は解かれた。

### 大政奉還建議
慶応3年（1867年）10月探索方となった弘道は京都へ馳せ参じ、大政奉還の舞台裏で立ち働くことになる。同年10月3日（1867年10月29日）、土佐藩は大政奉還の建白書を将軍・徳川慶喜に提出した。これを受けて同月13日（1867年11月8日）慶喜は諸藩重臣を二条城に召集し意見を諮った。薩摩藩・小松清廉、広島藩・辻将曹、土佐藩・後藤象二郎らと共に備前藩周旋方・牧野権六郎（成憲）は家老の代人として大政奉還を将軍に建言した。弘道は牧野との意見交換、国元への報告、他藩への周旋・探索と奔走した。

## 明治時代

### 神戸事件
事件は戊辰戦争の只中の慶応4年1月11日（1868年2月4日）に起こった。鳥羽・伏見の戦いの1週間後のことである。家老・日置帯刀率いる岡山藩の武装藩兵が、新政府の要請により摂津西宮の警備をするため西国街道を東上していた。兵庫開港にともない三宮から元町周辺は外国人の居留地となっていた。大砲方を含む総勢数百名余の隊列が、道幅の広くない三宮神社付近を通りかかった時、フランス人水兵数名が列を横切ろうとし、これを制止しようとする藩兵との間で小競り合いになった。騒ぎは隣接する居留地予定地を実況見分していた欧米諸国公使たちに銃口を向け、数回にわたり一斉射撃を加えるという事態に発展、生田川の河原で藩兵と米英仏兵との銃撃戦となったが、幸い死者はなく数名の軽傷者で騒ぎは収まった。
西欧列強は岡山藩の行為を諸外国に対する敵対行為とみなし、神戸沖の諸藩の船6隻を拿捕し、外国人居留地を占領した。神戸事件は明治新政権となって初めての外交事件だった。交渉に先立って朝廷は、「開国和親」を宣言した上で明治新政府への政権移譲を諸外国に対して初めて表明した。外交方（探索方改め）の弘道は家老・日置の代人として、国元岡山藩への連絡や、岩倉具視ら新政府当路の者に事件解決方を願って奔走した。
事件の顛末は、国際法「万国公法」を基に、長州藩士・伊藤俊輔（のちの博文）、弘道らの尽力により、岡山藩は諸外国側の要求を受け入れ、永福寺において列強外交官列席のもとで砲兵隊長の滝善三郎を切腹させると同時に部隊を率いた岡山藩家老・日置に謹慎を課す、という諸外国に譲歩した内容であった。事件は攘夷派の岡山藩としては許し難いことで、避けられなかったかもしれない。瀧の切腹を食い止めることができなかった弘道は、挫折感に打ちのめされ総髪（惣髪）をもって自責の意を表した。

### 奥羽鎮撫
慶応4年（1868年）4月、弘道は貢士（新政府が諸藩より差出させた代議員）に任ぜられ公議に加わるが3か月余りで辞し、岡山藩外交方に復帰、奥羽鎮撫の命を奉じ戊辰戦争の北征軍参謀として水戸、会津若松と転戦、一旦帰京後、恤兵使(じゅっぺいし)として箱館に遠征した。その間、外交方（のちに応接方）頭取に任命されている。明治3年（1870年）10月岡山藩大属、議院副議長となり藩政改革を推進する。

### もう一つの海外視察団
明治新政府が全国の15大藩に命じて欧米視察させた第1回欧米視察団は、安政条約の改定をめざして半年後に出発した政府首脳からなる岩倉使節団の影に隠れて一般には知られていない。岡山藩からは大参事・香川忠武と大属・津田弘道が選ばれ、随員を除いて総勢18名の視察団は、明治4年5月6日（1871年6月23日）に当時世界最大級の木造蒸気船「アメリカ号」で横浜を出帆、アメリカ、イギリス、フランス、スイス、イタリア、オーストリア、プロイセン、トルコ、エジプト、香港、上海、長崎、神戸を経て明治5年1月29日（1872年3月8日）横浜に帰還した。
一行がベルリン滞在中に「廃藩置県」の報が入り、半数は急遽帰国したが、弘道は予定通り旅行を続けた。米国では鉱山の採鉱・製錬と陪審制度に興味を持って視察し、詳しい旅行記・書簡を残している。この海外視察が津田弘道の大きな転機となった。

## 帰朝後

### 佐渡鉱山長官
明治5年（1872年）5月工部省鉱山寮に出仕、官業として稼行する価値の有無を探るため、イギリス人鉱山師長ゴッドフレーと共に北関東・東北・北越・佐渡鉱山の点検巡察を4ヶ月かけておこない、洋式溶鉱炉の建設等の改革案を提出した。
明治6年（1873年）7月佐渡支庁主任となり、単身佐渡に赴いた。『佐渡奉行は鉱穴にも入る殿様』といわれるように何事も率先垂範し、外人5人を含む15人の有能な技術者を呼び寄せ、熔鉱炉の新増設、大立堅坑の開削、新製錬方式の導入など佐渡鉱山の近代化に力を発揮した。明治7年（1874年）5月、鉱山権助（勅任官）に任じられた。

### 大審院判事従六位
明治8年（1875年）4月大審院設置が布告され裁判制度改革（八年改革）の時、弘道は司法省から六等判事従六位に任じられた。巡回裁判に隣席、東京上等裁判所判事、大審院判事、広島裁判所判事、同山口支庁所長代理を歴任した。維新政府首脳の出身地である薩長土は幕藩権力が強く、封建の旧習を固守しており、八年改革後も地方官が裁判権を掌握していた。明治11年（1878年）10月そんな山口支所に弘道は乗り込み、死罪など重罪を多く裁いた。海外視察時サンフランシスコで裁判の実情を見聞した経験が活かされた形だ。

### 官職を退き士族授産事業に
明治12年（1879年）12月辞意を決意、全ての官職を離れて岡山六番町で明治5年（1872年）以来の家族揃っての生活を始める。父青翁（弘和）も齢81を数えており、孝養を務めようとしたことも帰郷を決意した一つの理由である、と免官奉願書（辞職願）にある。父弘和は翌明治13年（1880年）4月天寿を全うした。
明治2年（1869年）の版籍奉還により旧武士階級は士族と改められた。藩主が家臣に与えていた俸禄は家禄として新政府に引き継がれたが明治9年（1876年）に全廃された（秩禄処分）。士族の救済政策として士族授産事業が起こり、岡山では元藩主池田家が多く出資して士族授産事業がすすめられた。

### 蒸気船会社を経営再建
「偕行会社」は士族授産のために創立された蒸気船会社で、岡山・神戸・大阪間で営業していたが、大阪・神戸間に鉄道が開通した明治7年（1874年）5月以降、経営危機に陥った。弘道は乞われて偕行会社取締役に就任、再建のために奔走することになる。弘道が官界を辞して帰岡した本当の理由はここにあった。幕末・維新期に奔走した岡山・大阪間（ときに東京まで）を慌ただしく行き来する生活が再び始まったのである。偕行会社は池田家および国立第二十二銀行からの融資で経営再建が成った。弘道は1年後に偕行会社を辞し第二十二国立銀行(のちの富士銀行、現みずほ銀行)取締役に就任、士族授産に力を尽くす。その後、偕行会社は発展的に解散して大阪商船（のちの関西汽船、現商船三井）となった。

### 八十国押分
明治14年（1881年）1月から明治20年（1887年）4月までの6年余を国立第二十二銀行取締役として勤め、同年4月14日死去。享年54。墓所は岡山市半田山にある。
江戸末期から明治維新へと時代が大きく動くときに、その中心近くにいて時に深く関わり、日本中（海外渡航も含めて）を慌ただしく動き回り、多くの人々と交流して、難題を引き受け解決していった。諡（おくりな）は『八十国押分（やそくにおしわけ）弘道』。
なお、弘道の日記・書簡・写真・甲冑・刀剣等の遺品は、津田弘道曾孫家から岡山県立博物館（岡山市北区後楽園1-5）に寄贈された。